# 乃木坂春香の秘密 オリジナルサウンドトラック
『乃木坂春香の秘密 オリジナルサウンドトラック』（のぎざかはるかのひみつ オリジナルサウンドトラック）は、テレビアニメ『乃木坂春香の秘密』のサウンドトラック。2008年（平成20年）9月26日にジェネオン エンタテインメントから発売された。

## 概要
- テレビアニメ『乃木坂春香の秘密』のサウンドトラック。BGM、主題歌、挿入歌を収録している。
- CDジャケットには、乃木坂春香が描かれている。
- 音楽は渡辺剛が担当している。

## 収録曲
1. とまどいビターチューン（TVサイズ）
歌：姫宮みらんとチョコレートロッカーズ（生天目仁美）
作詞：くまのきよみ / 作曲・編曲：渡辺剛
オープニングテーマ
2. 白銀の星屑
3. おはようございます、裕人さん！
4. 春香のお誘い
5. 楽しいデート
6. Let's Enjoy
7. それはダメです、困ります！
8. 裕人の仲間
9. あぁ、酔っ払い・・・
10. 乃木坂家メイド隊
11. え～ぇ、なんで・・・
12. 次、行ってみよ～！
13. 春香様
14. 葉月さんの秘密
15. 逃げろ！
16. ただいま尾行中
17. 不安
18. ひとりぼっちは・・・
19. 裕人の優しさ
20. ほのぼの
21. いいよ、お兄さん・・・
22. 恋、ウキウキ
23. ときめき♥フォルテッシモ
歌：ドジっ娘アキちゃん（松来未祐）
作詞：うらん / 作曲・編曲：大久保薫
挿入歌
24. 信長～！
25. 美夏のテーマ
26. 椎菜のテーマ
27. エロ～ぃ！
28. 困るな～
29. 孤独
30. もうオシマイです・・・
31. 不気味な雰囲気
32. 戸惑い
33. Pain
34. 涙
35. ありがとう
36. 二人だけの秘密
37. Happy End
38. 乃木坂春香の秘密
39. ひとさしゆびクワイエット!（TVサイズ）
歌：N's
作詞：くまのきよみ / 作曲・編曲：渡辺剛
エンディングテーマ